# György Sándor
Dans le nom hongrois Sándor György, le nom de famille précède le prénom, mais cet article utilise l’ordre habituel en français György Sándor, où le prénom précède le nom.
György Sándor ([ˈɟøɾɟ], [ˈʃaːndoɾ]), né le 21 septembre 1912 à Budapest et mort le 9 décembre 2005 à New York, est un pianiste hongrois, ami de Béla Bartók et défenseur de sa musique.
Il étudie à l'Académie de musique Franz-Liszt de Budapest, auprès de Béla Bartók et Zoltán Kodály, et commence en 1930 une carrière de concertiste. En 1939, il fait ses débuts au Carnegie Hall. Il adopte la nationalité américaine et sert dans les Signal Corps Radios de l'US Army de 1942 à 1944.
Ami de Béla Bartók, il crée en 1946 son Concerto pour piano n° 3 de Bartók avec l'orchestre de Philadelphie et Eugene Ormandy. 
Il a enregistré les œuvres complètes pour le piano de Kodály, Prokofiev et Bartók. Il reçoit le grand prix du disque de l'Académie Charles-Cros en 1965.
Il a enseigné à l'université du Michigan, à la Juilliard School et à l'université méthodiste du Sud. Parmi ses élèves, on compte Hélène Grimaud, György Sebök, Deniz Arman Gelenbe, Barbara Nissman, Ian Pace, le pianofortiste Malcolm Bilson et le compositeur Ezequiel Viñao.
Il a publié un livre, On Piano Playing: Motion, Sound, Expression, qui fait part de sa technique de piano.
Il meurt en 2005 à New York d'une crise cardiaque.

## Titre honorifique
- Docteur honoris causa de l'université de New York (1996)